# العلاقات البليزية المولدوفية
العلاقات البليزية المولدوفية هي العلاقات الثنائية التي تجمع بين بليز ومولدوفا.

## مقارنة بين البلدين
هذه مقارنة عامة ومرجعية للدولتين:
| وجه المقارنة                                              | بليز         | مولدوفا                           |
| --------------------------------------------------------- | ------------ | --------------------------------- |
| المساحة (كم2)                                             | 22.97 ألف    | 33.85 ألف                         |
| عدد السكان (نسمة)                                         | 374.68 ألف   | 2.55 مليون                        |
| الكثافة السكانية (ن./كم²)                                 | 16.31        | 75.33                             |
| العاصمة                                                   | بلموبان      | كيشيناو                           |
| اللغة الرسمية                                             | لغة إنجليزية | اللغة المولدوفية، اللغة الرومانية |
| العملة                                                    | دولار بليزي  | ليو مولدوفي                       |
| الناتج المحلي الإجمالي (بليون دولار)                      | 1.84 مليار   | 8.13 مليار                        |
| الناتج المحلي الإجمالي (تعادل القوة الشرائية) بليون دولار | 3.05 مليار   | 17.94 مليار                       |
| الناتج المحلي الإجمالي الاسمي للفرد دولار أمريكي          | 4.88 ألف     | 3.65 ألف                          |
| الناتج المحلي الإجمالي للفرد دولار أمريكي                 | 8.42 ألف     | 4.98 ألف                          |
| مؤشر التنمية البشرية                                      | 0.715        | 0.693                             |
| رمز المكالمات الدولي                                      | +501         | +373                              |
| رمز الإنترنت                                              | .bz          | .md                               |
| المنطقة الزمنية                                           | 00           | ت ع م+02:00، ت ع م+03:00          |

## منظمات دولية مشتركة
يشترك البلدان في عضوية مجموعة من المنظمات الدولية، منها:
| علم المنظمة | اسم المنظمة                        | تاريخ انضمام بليز | تاريخ انضمام مولدوفا |
| ----------- | ---------------------------------- | ----------------- | -------------------- |
|             | مؤسسة التنمية الدولية              | 19 مارس 1982      | 14 يونيو 1994        |
|             | يونسكو                             | 10 مايو 1982      | 27 مايو 1992         |
|             | وكالة ضمان الاستثمار متعدد الأطراف | 29 يونيو 1992     | 9 يونيو 1993         |
|             | الأمم المتحدة                      | 25 سبتمبر 1981    | 2 مارس 1992          |
|             | الفريق المعني برصد الأرض           | ?                 | ?                    |
|             | الاتحاد البريدي العالمي            | ?                 | ?                    |
|             | البنك الدولي للإنشاء والتعمير      | 19 مارس 1982      | 12 أغسطس 1992        |
|             | الاتحاد الدولي للاتصالات           | 16 ديسمبر 1981    | 20 أكتوبر 1992       |
|             | منظمة حظر الأسلحة الكيميائية       | ?                 | ?                    |
|             | مؤسسة التمويل الدولية              | 19 مارس 1982      | 10 مارس 1995         |
|             | منظمة التجارة العالمية             | ?                 | ?                    |
|             | منظمة الشرطة الجنائية الدولية      | ?                 | ?                    |

## وصلات خارجية
- موقع وزارة الخارجية البليزية
- موقع وزارة الخارجية المولدوفية